# Liste der Monuments historiques in Fontainebleau
Die Liste der Monuments historiques in Fontainebleau führt die Monuments historiques in der französischen Gemeinde Fontainebleau auf.

## Liste der Bauwerke
| Bezeichnung                             | Beschreibung | Standort                                                              | Kennzeichnung | Schutzstatus   | Datum                    | Bild           |
| --------------------------------------- | ------------ | --------------------------------------------------------------------- | ------------- | -------------- | ------------------------ | -------------- |
| Abri sous roche orné                    |              | Route de la Gorge aux Loups (Lage)                                    | PA00086968    | Classé         | 1953                     |                |
| Abri sous roche orné                    |              | Long Rocher (Lage)                                                    | PA00086967    | Classé         | 1953                     |                |
| Ehemaliges Gefängnis                    |              | 1, rue du Sergent-Perrier (Lage)                                      | PA77000003    | Inscrit        | 1996                     | weitere Bilder |
| Haus der Mission                        |              | 2, rue de la Paroisse (Lage)                                          | PA00086969    | Inscrit        | 1949                     | weitere Bilder |
| Kaserne Boufflers                       |              | 42, rue Saint-Honoré Rue de Ferrare Place du Général-de-Gaulle (Lage) | PA00086971    | Inscrit Classé | 1928 1929 1987           | weitere Bilder |
| Kapelle der Ermitage von Franchard      |              | (Lage)                                                                | PA00086972    | Inscrit        | 1926                     | weitere Bilder |
| Kapelle Notre-Dame-de-Bon-Secours       |              | Boulevard du Maréchal-Foch (Lage)                                     | PA00086973    | Inscrit        | 1926                     | weitere Bilder |
| Schloss                                 |              | (Lage)                                                                | PA00086975    | Classé         | 1862 1913 1930 2008 2009 | weitere Bilder |
| Artillerieschule                        |              | (Lage)                                                                | PA00086974    | Inscrit        | 1929                     | weitere Bilder |
| Kirche St-Louis                         |              | (Lage)                                                                | PA00086976    | Inscrit        | 1949                     | weitere Bilder |
| Krankenhaus                             |              | 3, rue du Docteur-Clément-Matry (Lage)                                | PA00086977    | Inscrit        | 1977                     | weitere Bilder |
| Hôtel d’Albret                          |              | 15, 17 place d’Armes (Lage)                                           | PA00086978    | Inscrit        | 1931                     |                |
| Hôtel de Beauharnais                    |              | 81, rue de France (Lage)                                              | PA00086979    | Inscrit        | 1969                     |                |
| Hôtel de la Galère                      |              | 33, boulevard Magenta (Lage)                                          | PA00086980    | Inscrit        | 1926                     | weitere Bilder |
| Hôtel Launoy                            |              | 37–39, boulevard Magenta (Lage)                                       | PA00086996    | Inscrit        | 1928                     | weitere Bilder |
| Hôtel de Londres                        |              | 14, rue Dominique-Maïsto (Lage)                                       | PA00086981    | Inscrit        | 1928                     | weitere Bilder |
| Hôtel du Maine                          |              | 1, rue Royale Place Charles-de-Gaulle 43, boulevard Magenta (Lage)    | PA00086983    | Inscrit        | 1928                     | weitere Bilder |
| Hôtel d'Orléans                         |              | 83, rue de France (Lage)                                              | PA00086984    | Inscrit        | 1969                     |                |
| Hôtel de Pompadour                      |              | 3, boulevard Magenta (Lage)                                           | PA00086985    | Classé         | 1947                     | weitere Bilder |
| Hôtel de la Prévôté                     |              | 2 bis, place d’Armes (Lage)                                           | PA00086986    | Inscrit        | 1931                     |                |
| Hôtel de Reviers                        |              | 38, rue du Château (Lage)                                             | PA00087336    | Inscrit        | 1990                     |                |
| Hôtel de la Surintendance des Bâtiments |              | 5, rue Dénécourt 2, rue de Ferrare (Lage)                             | PA00086987    | Inscrit        | 1928                     | weitere Bilder |
| Hôtel du Tambour                        |              | 27, boulevard Magenta (Lage)                                          | PA00086982    | Inscrit        | 1926                     | weitere Bilder |
| Haus                                    |              | 2, place d’Armes (Lage)                                               | PA00086988    | Inscrit        | 1931                     | weitere Bilder |
| Haus                                    |              | 3, place d’Armes (Lage)                                               | PA00086989    | Inscrit        | 1931                     |                |
| Haus                                    |              | 7, 9 place d’Armes (Lage)                                             | PA00086990    | Inscrit        | 1931                     | weitere Bilder |
| Haus                                    |              | 11, place d’Armes (Lage)                                              | PA00086991    | Inscrit        | 1931                     | weitere Bilder |
| Haus                                    |              | 11 bis, place d’Armes (Lage)                                          | PA00086992    | Inscrit        | 1931                     | weitere Bilder |
| Haus                                    |              | 2, rue du Château (Lage)                                              | PA00086993    | Inscrit        | 1931                     |                |
| Haus                                    |              | 41, boulevard Magenta (Lage)                                          | PA00086995    | Inscrit        | 1928                     |                |
| Haus                                    |              | 3, rue Royale (Lage)                                                  | PA00086997    | Inscrit        | 1928                     | weitere Bilder |
| Haus                                    |              | 4, 6 rue Royale (Lage)                                                | PA00086998    | Inscrit        | 1933                     | weitere Bilder |
| Haus                                    |              | 5, rue Royale (Lage)                                                  | PA00086999    | Inscrit        | 1928                     | weitere Bilder |
| Maison Pierrotet                        |              | 7, rue Alexis-Durand (Lage)                                           | PA00087000    | Inscrit        | 1976                     | weitere Bilder |
| Obelisk von Marie-Antoinette            |              | Carrefour de l'Obélisque (Lage)                                       | PA00086970    | Inscrit        | 1949                     | weitere Bilder |
| Quartier du Carrousel                   |              | Avenue de Maintenon (Lage)                                            | PA00087001    | Inscrit        | 1929                     | weitere Bilder |
| Quartier Raoult                         |              | 8, rue d’Avon (Lage)                                                  | PA00087002    | Inscrit        | 1929                     |                |
| Table du Grand Maitre                   |              | (Lage)                                                                | PA00087003    | Inscrit        | 1926                     |                |
| Table du Roi                            |              | (Lage)                                                                | PA00087004    | Inscrit        | 1926                     |                |
| Stadttheater                            |              | 9, rue Dénecourt Rue de Richelieu (Lage)                              | PA00087345    | Inscrit        | 1991                     | weitere Bilder |
| Vieux Logis                             |              | 7, boulevard Magenta (Lage)                                           | PA00086994    | Inscrit        | 1979                     | weitere Bilder |

## Liste der Objekte
Zum Verständnis siehe: Kirchenausstattung
- Monuments historiques (Objekte) in Fontainebleau in der Base Palissy des französischen Kultusministeriums